# Островско езеро
Островското езеро (на гръцки: Βεγορίτιδα, Вегорѝтида или Οστρόβου, Острову, катаревуса: Βεγορίτις, Вегоритис) е езеро в Егейска Македония, Северна Гърция.
Езерото е разположено на 535 m надморска височина, на 16 km западно от град Воден и е на територията на демите Суровичево (Аминдео) и Воден (Едеса) в североизточната част на котловината Саръгьол между планините Каракамен от юг и Нидже от север и под нейния връх Каймакчалан на надморска височина от 543 m. Езерото е едно от най-дълбоките в Гърция. Площта му силно се смалява след построяването на две ВЕЦ при Суровичево и при Техово и днес югозападната част от традиционното легло на езерото е напълно пресушена. Езерото се попълва с вода от разположеното на запад Петърско езеро, както и от реките Биралска, Ословска и Делова (Аспропотамос) и други по-малки потоци.
Островското и Петърското езеро образуват обща екосистема, в която има над 130 видове птици, много от които застрашени, много видове бозайници като видри и уникални видове риби като Coregonus Lavaretus.
Край Островското езеро са разположени град Острово (Арниса) и село Чеган от северната му страна, село Пътеле (Агиос Пантелеймонас) от западната и селата Колачка (Маняки), Уклемеш (Фаранги) и Кочана (Переа) от източната.
В 1977 година Островското езеро е обявено за място със специална природна красота. Езерото заедно със съседното Петърско езеро включено в мрежата от защитени територии Натура 2000 (1340004) и са определени като орнитологично важни места (045).